# Comunidad Flamenca de Bélgica
La Comunidad Flamenca (en neerlandés: Vlaamse Gemeenschap) es una de las tres comunidades constitucionales de Bélgica. Es la institución oficial de los flamencos, la comunidad política constituida por todos los habitantes de la región flamenca y de los habitantes de la Región de Bruselas-Capital que son neerlandófonos, o que eligieron definirse como flamencos (en particular, de los inmigrantes). Debido a la ausencia de mención de la pertenencia regional sobre el estado-civil, y de una bajonacionalidad en Bruselas, es imposible determinar exactamente cuántos son los flamencos.
Los flamencos decidieron en consenso Parlamento Flamenco el no organizar a sus instituciones regionales y hacer ejercer las competencias regionales por la Comunidad (los cargos electos bruselenses, que no tienen con todo, el derecho a votar con respecto a los asuntos regionales flamencos), y establecer su capital y las instituciones principales en Bruselas, ciudad (y región) que no forma parte de la Región Flamenca. Esta elección de Bruselas resulta de la autonomía de las instituciones prevista por la constitución belga. Las instituciones flamencas justifican esta elección por el deseo de destacar la unidad de la Comunidad Flamenca y el apoyo del conjunto de esta comunidad a los flamencos de Bruselas. Esta situación difiere de la de los francófonos, los cuales se encuadran en una sola Comunidad pero en dos regiones político-administrativas: la Región Valona y Bruselas-Capital.

## Los flamencos y su lengua
La lengua oficial de la Comunidad Flamenca es el neerlandés. En algunos municipios en la frontera con otras regiones, los llamados “municipios con facilidades lingüísticas”, los ciudadanos francófonos de estos municipios tienen derecho a algunos servicios públicos locales en francés, incluidas por ejemplo escuelas maternales o primarias.
Muchos francófonos utilizan aún el término flamenco cuando quieren hablar de la lengua que hablan los flamencos. Es una presentación errónea en la medida en que los flamencos comparten su lengua con los neerlandeses (ambos son neerlandófonos). El idioma hablado en Flandes sigue las mismas normas gramaticales que en los Países Bajos, utiliza (casi) el mismo vocabulario y comparte la misma literatura. Se trata del “Standaardnederlands” ("neerlandés estándar") cuya integridad y promoción están garantizadas por el organismo oficial flamenco-neerlandés “Nederlandse Taalunie” (“Unión de la Lengua Neerlandesa”).
Desde el punto de vista lingüístico, el flamenco es pues el denominador a lo sumo común de los múltiples dialectos hablados en Flandes mientras que el neerlandés es la lengua oficial y académica común a los flamencos y a los neerlandeses. Sin embargo, se desaconseja este uso, dado que los dialectos flamencos son muy diferentes entre sí.

## La política flamenca
Flandes se ha convertido desde la conversión de Bélgica en un estado federal, en una entidad federal dentro de Bélgica, con su propio gobierno, su propio parlamento, su propio presupuesto con ingresos propios y sus propias organizaciones políticas. Estos son competentes para materias tanto de la comunidad como de la Región y son controlados por el parlamento y el gobierno en contraste con Región valona donde estas fuerzas están en consejos separados, a saber el Consejo de la Región valona y el Consejo de la Comunidad Francesa.
El parlamento flamenco se reelige cada 5 años. Es el volksvertegenwoordiging de la Comunidad flamenca, y goza de todas las fuerzas legales dentro de la región de Flandes y para todas las instituciones de la comunidad flamenca, tales como las escuelas neerlandófonas (incluyendo en Bruselas), por lo tanto también para las escuelas francófonas en municipios flamencos. Este parlamento designa también a los ministros del Gobierno flamenco. Las leyes del gobierno federal belga y la del gobierno flamenco son fijadas por consulta democrática entre las diversas comunidades. En Flandes sin embargo se insiste en una autonomía constitutiva. Flandes desea regular su propia materia de impuestos, administrativa, local e intermedia. Las herramientas con las cuales Flandes cuenta ahora han sido precisadas en la Constitución belga y la Ley particular sobre la reforma de las instituciones.
Flandes adquirió su autonomía actual después de una larga lucha por la emancipación. En Bélgica desde 1830 el flamenco no gozó de ningún derecho político y su lengua, el neerlandés, fue discriminada y prohibida a la población de entonces en beneficio del francés. Por la segunda mitad del siglo XIX apareció el Movimiento flamenco. Éste adquirió influencia política solamente después de 1900, por la creación del derecho al voto general, universal. Recién en el último tercio del siglo XX los flamencos lograron igualdad de derechos.
Las reformas de ese período preveían convertir a las regiones belgas, en comunidades autónomas. Flandes decidía en el año 1980, por una Comunidad Flamenca y la Región Flamenca. Ahora existen el parlamento flamenco y el gobierno flamenco. Entre los asuntos tratados por los miembros electos del parlamento de Bruselas no están las materias de la región, no obstante haber mayoría flamenca. El gobierno flamenco tiene su capital en Bruselas, al igual que el gobierno federal (el gobierno de la Région valona tiene su capital en Namur).
La Comunidad flamenca incluye a todos los habitantes de la región de Flandes y a los habitantes neerlandófonos de la bilingüe Región de Bruselas-Capital. Está para la lengua, cultura, educación y las materias propias de ella, la seguridad social y la asistencia médica. Sin embargo el gobierno federal todavía preserva poder considerable y continúa administrando la mayor parte de los recursos. También las instituciones financieras siguen estando en condición federal.
Flandes tiene por lo tanto, en comparación con otros estados en países federales tales como Canadá, Suiza, Alemania y los EE. UU., menos poder y menos autonomía de impuestos. Así la legislatura nacional preserva la capacidad referente a la Seguridad Social completa, allí donde la mayor parte de los otros estados federales tienen una responsabilidad compartida con el gobierno nacional. En otros campos la autonomía está mucho más avanzada que en otros estados federales. De esta manera en Bélgica los estados autónomos sustentables se han frenado.
Flandes tiene también poca autonomía referente a la opción real de su coalición de gobierno. Los partidos grandes siempre obtenían la misma situación que en el gobierno nacional. El cambio ha llegado en el 2004, entonces las elecciones comunitarias, por primera vez, no coincidieron con las elecciones federales.
Por estas peculiaridades el estado federal demuestra que todavía el unitarismo y el federalismo paralelos tienen fuerza, el cual se manifiesta también, por ejemplo para las mayorías dobles, necesarias para las modificaciones de leyes comunitarias.

## Economía
La economía flamenca es una de la más productivas del mundo entero. Esto se debe a que se incluye un alto nivel de formación, esfuerzos relativamente altos para la investigación y el desarrollo en las compañías, muchos establecimientos de compañías internacionales y un buen conocimiento de idiomas, unido a una tolerancia grande comparada con las compañías y los empleados de otros países. Todo esto ayuda a una alta prosperidad. Desde fines de los años noventa, la economía flamenca se ha estancado estructuralmente. Esto ha sido causado por la burocracia de aumento inmóvil, por (en parte no-reversible) las transferencias a Regiones valona y de Bruselas, de servicios públicos capa-productivos (especialmente en las instituciones y las administraciones federales), el gasto de gran intensidad de los gobiernos federales y al mismo tiempo las bajas inversiones, así como por la escasa innovación en muchos de los sectores económicos. Consecuentemente, las remuneraciones en Flandes son las más altas del mundo entero.

## Población flamenca
Esta se ha mezclado fuertemente y por siglos, especialmente por flujos de inmigración. En gran número estas inmigraciones seguían sin embargo siempre limitadas. La base étnica de la población flamenca actual existe entonces del campesino (precursor del holandés) de las poblaciones en los Países Bajos de entonces –las 17 provincias– que bajo soberanía española seguían siendo principalmente católicos en el siglo XVII. Esto fue completado con la burguesía y nobleza más altos, ambos, como en Europa completa, francófona. De la Edad Media descienden también de una minoría judía, establecida especialmente, en Amberes. Flandes ha tenido dos grandes flujos de migración en su historia, en la época de la Contrarreforma y entre los siglos XIX y XX. Bajo la ocupación de los españoles muchos protestantes fueron eliminados. La mayoría se trasladó entonces a las provincias de Ámsterdam y de Holanda del Norte. A comienzos del siglo XX también millares de flamencos abrumados por la miseria económica que dominaba entonces, emigraron especialmente a Canadá y a los Estados Unidos. Los inmigrantes más recientes así como los judíos todavía están como grupo étnico separado reconocible. Eso se aplica particularmente a los italianos que vinieron en la mitad del vigésimo siglo a Flandes, a los norteafricanos y los turcos (2.ª mitad del siglo XX), a los ciudadanos de la UE que se establecieron aquí como empleados de instituciones europeas e internacionales, y a los oleadas más recientes de inmigración desde Europa Oriental. Durante el siglo XX completo existió también cierta inmigración de personas francófonas, especialmente en el Brabante Valón. Con la excepción de algunos grupos islámicos y de una parte de francófonos, la mayor parte de los inmigrantes se incorporaron bien en Flandes.